# Jackson C. Frank
Jackson Carey Frank (Búfalo, Nueva York, 2 de marzo de 1943-Great Barrington, Massachusetts, 3 de marzo de 1999) fue un músico folk estadounidense. Solo sacó un álbum comercial, Jackson C. Frank (1965), pero influyó en músicos famosos como Paul Simon (quien le produjo su álbum), Sandy Denny o Nick Drake. 

## Biografía
Era el hijo único de Marilyn Rochefort y Jack Jones, piloto de pruebas. Adoptó el apellido de su padrastro, Elmer Frank, oficial de armada y químico alimentario.
Cuando tenía once años, un calentador explotó en su colegio de Cheektowaga incitando un incendio. Sobrevivió escapando por la ventana, pero quince compañeros suyos fallecieron, incluida su novia de entonces Marlene du Pont, a la que dedicaría luego su canción "Marlene". El cuerpo de Frank quedó calcinado en un quince por ciento y tuvo que permanecer en un hospital más de ocho meses. El incidente además le dañó la tiroides provocándole problemas de acumulación no regulada de calcio que le hacía tener una postura encorvada y cojera. 
En su tiempo en el hospital, el profesor Charlie Castelli le compró una guitarra acústica. De adolescente, admiraba a Elvis Presley, quien le dio una carta y un autógrafo cuando visitó a los niños malogrados en el incendio.
En el instituto, despertó su interés por la historia y la escritura, y decidió hacerse reportero, aunque siguió en la música tocando en cafés y galerías de arte. Publicó en The Buffalo News y comenzó periodismo en el Gettysburg College en 1961, aunque lo dejó en 1962.
Con sus amigos músicos Mark Anderson y Tim Parsons formó el grupo the D'Juray Singers. Dejó más tarde su trabajo en el periódico y frecuentó clubs en Toronto con John Kay. 
En febrero de 1965, se mudó a Inglaterra con su novia Kathy Henry, aunque romperían al poco tiempo por los problemas mentales de Frank, que se iban empeorando y le hicieron ingresar en 1966 en el St. John's Hospital de Lincoln.
Más tarde, se casó con Elaine Sedgwick, una antigua modelo británica prima del protegido de Andy Warhol, Edie Sedgwick. Abrieron una tienda de ropa y Frasnk volvió a trabajar en el periódico. Tuvieron un hijo que falleció al nacer por un problema pulmonar y luego una hija. Probablemente a causa de la muerte de su hijo, la salud mental de Frank se empeoró. Su relación con Elaine se desquebrajaba y comenzó a frecuentar a otras mujeres. Entonces comenzó a oír voces, a modo de "nudistas espirituales," que le inspiraban a desnudarse y pasearse desnudo por la calle. La policía lo arrestó varias veces y finalmente lo ingresaron en un sanatorio. Su esposa le prohibió volver a casa y su hija Angeline creyó hasta los diez años que su padre estaba muerto.
A principios de los 1970, Frank pidió ayuda a amigos, y pasó tiempo alquilando habitaciones y durmiendo en sofás. En 1971, se le arregló una cita con Art Garfunkel para compartir material nuevo y concederle los derechos de su canción inédita "Juliette." Pero la conducta de Frank y sus amigos "hippies" incomodaron a Garfunkel.
Durante un tiempo, Frank tocó en programas en directo y trabajó gratis en una feria local. En un período particularmente productivo, Frank escribió muchas canciones nuevas y un posible libro: Society Doll. En 1975, Karl Dallas escribió un artículo entusiasta en Melody Maker, y en 1978, se relanzó el álbumde Frank como  Jackson Again, con una carátula nueva, pero solo convenció a pocos fans.
Dejó de tomar su medicación, volvió a pasearse desnudo, a veces considerándose el personaje de Walter Scott "Lochinvar" y comenzó a fumar marihuana. De nuevo, acabó en un centro psiquiátrico.
Regresó a principios de los 1980 a vivir con sus padres en Elma, donde los vecinos se quejaban de su extraño comportamiento, como cruzar sin cuidado carreteras donde se conducía rápido, sentarse horas en zanjas o arrancar hierba. En un intento desesperado de reencontrarse con Paul Simon huyó a Nueva York, donde acabó vagabundeando y durmiendo en las aceras. Entró y salió de instituciones psiquiátricas y se le diagnosticó esquizofrenia paranoide, aunque él lo negaba diciendo que su depresión se debía a su trauma infantil.
Jim Abbott, un fan, se lo encontró en muy mal estado por Woodstock a principios de los 1990. Poco después, perdió la visión de su ojo izquierdo cuando le dispararon un perdigón. Abbott le ayudó a instalarse en Woodstock Manor, y recibió un cheque de Broadcast Music, Inc. para comenzar a grabar demos de nuevas canciones. Su álbum salió como CD junto a un "bonus disc" con canciones de demos de los 1970 (Blues Run the Game').
Lo expulsaron de Woodstock Manor por orinar repetidamente por la ventana. Vivió con Abbot un tiempo, en 1996 casi provocó un incendio doméstico y lo ingresaron en un centro psiquiátrico. Tras seis meses, no podía quedarse y su familia no estaba en condiciones de cuidarlo, por lo que Abbott se convirtió en su tutor legal.
Falleció en Timberlyn Heights, un asilo de Great Barrington, Massachusetts.